# Lago di Santa Maria (Bolzano)
Il lago di Santa Maria (o lago di Tret, St. Felixer Weiher oppure Tretsee in tedesco) è un piccolo lago alpino situato nella valle di Non a 1.604 m nel comune di Senale-San Felice (BZ) (in tedesco Unsere Liebe Frau im Walde-St. Felix), a circa 44 km da Bolzano.

## Origine del nome
Il nome "lago di Tret" deriva dalla vicinanza con la frazione di Tret del comune di Fondo con cui è collegata da un agevole sentiero.

## Geografia
Si trova a poca distanza dal confine con la provincia autonoma di Trento.